# Monsieur Papa (film, 2011)
Pour les articles homonymes, voir Monsieur Papa.
Pour plus de détails, voir Fiche technique et Distribution.
Monsieur Papa est un film français réalisé par Kad Merad, sorti en 2011.

## Synopsis
Marius Vallois a douze ans et a besoin d'un père. Sa mère a de lourdes responsabilités professionnelles, un amant à calmer, un poste à pourvoir, une sœur adorée, un cousin compliqué mais aucun père pour Marius. Robert Pique, au chômage, a une centrale vapeur, toujours du linge en retard, un fantasme chinois, une voisine qu'il protège. Marie Vallois va donc recruter un père aventurier pour son fils. Mais Robert Pique n'est qu'un entraineur de rugby amateur pour les jeunes du quartier des Olympiades qui n'arrive pas à prendre les ascenseurs pour cause de claustrophobie. Un curieux lien qui va se tisser entre ces trois personnages. Un lien qui leur donnera beaucoup de fil à retordre et des attaches pour la vie.

## Fiche technique
- Titre : Monsieur Papa
- Réalisation : Kad Merad
- Assistant réalisateur : Thierry Mauvoisin
- Scénario : Anne Valton et Luc Chaumar
- Adaptation et dialogues : Emmanuelle Cosso-Merad
- Photographie : Régis Blondeau
- Ingénieur du son : Laurent Zeilig
- Chef décorateur : Isabelle Delbecq
- Décors : Marie-Laure Valla
- Cascades : Gilles Conseil
- Costumier : Charlotte Betaillole
- Casting : Agathe Hassenforder
- Montage : Christophe Pinel
- Musique originale : Daran
- Effets visuels : Mikros Image
- Pellicule : Kodak
- Supervision musicale : Rebecca Delannet et Astrid Gomez-Montoya (My Melody)
- Producteurs : Romain Le Grand et Judith Aubry
- Coproducteur : Richard Grandpierre et Serge Hayat
- Producteur délégué : Frédéric Doniguian
- Sociétés de production : Pathé Cinéma, Arcadia Films, Eskwad, M6 Films, Bel Ombre Films, Produire à Paris, Canal+, CinéCinéma, W9, Banque Populaire Images 10 et Cinémage4
- Sociétés de distribution : Pathé Distribution (Monde), Pathé (France)
- Lieux de tournage[2] : 8e (Arrêt d'autobus Friedland-Hausmann), 13e (Station de métro Porte de Choisy, Quartier chinois des Olympiades, rue du Disque), 14e (Parc Montsouris,  et 15e (Lycée Buffon) arrondissements de Paris, Centre Commercial Les Passages de l'Hôtel de Ville à Boulogne-Billancourt, Afrique du Sud, église de Varengeville-sur-Mer
- Pays d'origine :  France
- Langue : français
- Format : couleur
- Son : Dolby Digital
- Genre : comédie familiale
- Budget : 9,7 M€[3]
- Durée : 85 minutes
- Date de sortie : 
  -  France : 1er juin 2011
- Visa d'exploitation n°123905
- Box-office Europe : 502 309 entrées[4]

## Distribution
- Kad Merad : Robert Pique
- Michèle Laroque : Marie Vallois

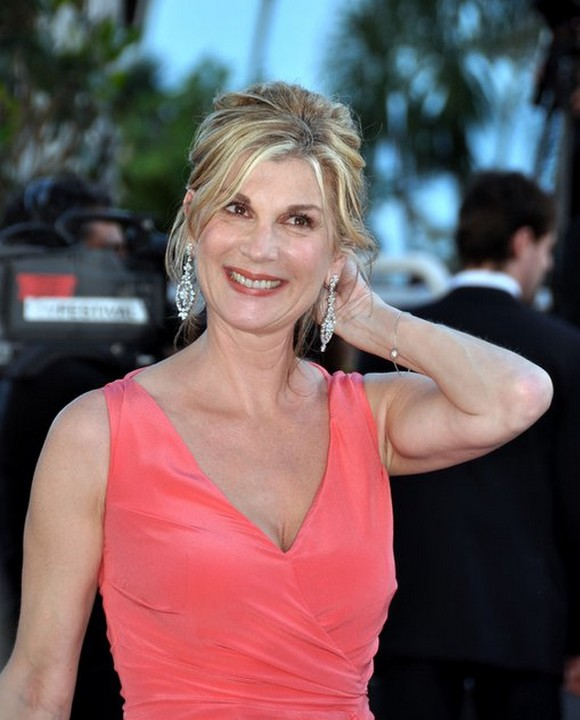
Michèle Laroque au festival de Cannes 2011.

- Gaspard Meier-Chaurand : Marius Vallois, le fils unique de Marie
- Judith El Zein : Sonia, la sœur cadette de Marie
- Vincent Pérez : Jean-Laurent, le cousin et associé de Marie
- Lucie Laurier : Corinne, la femme de Jean-Laurent
- Christophe Kourotchkine : Fred, le mari de Sonia
- Florence Maury : Chloé, collègue de Marie
- Patrick Bonnel : Patrick, collègue de Marie
- Myriam Boyer : Mme Benchetrit, voisine de Robert, veuve
- Grégoire Ludig : un voisin de Robert
- Yujuan Li : Lise, voisine de Robert
- Cheng Xiaoxing : Monsieur Li, ami de Robert
- Jacques Balutin : le gardien d'immeuble
- Jacques Herlin : le vieil homme en fauteuil roulant
- Emmanuel Patron : Kléber, l'amant de Marie, chef d'orchestre
- Clovis Cornillac : Jean-François Vidal
- Bernard Le Coq : le proviseur
- Olivier Baroux : Richard, le prétendant éconduit par Marie
- Corine Marienneau : Elvire, la nounou
- Randiane Naly : Nadia, la standardiste
- Francis Renaud : le premier vigile
- Pierre Laplace : le deuxième vigile
- Arnaud Duléry : le responsable de la sécurité
- Arielle Moutel : Jeanne (12 ans)
- Emmanuelle Cosso-Merad : la professeur de dessin
- Michèle Baroin (mère de François Baroin) (non créditée) : une dame se présentant à l'accueil des bureaux

## Autour du film
Au début du générique de fin est remercié Patrick Cauvin pour avoir autorisé l'utilisation du titre "Monsieur papa", qui était aussi le titre d'un de ses romans paru en 1976. 

## Musique
Sauf indication contraire, les informations mentionnées dans cette section peuvent être confirmées par la base de données cinématographiques IMDb,  présente dans la section « Liens externes ».
- Joyeux Anniversaire de Patty Hill et Mildred J. Hill.
- L'Internationale d'Eugène Pottier et Pierre Degeyter .

## Distinctions[5]
- Gérard du Cinéma 2012 (7ème Cérémonie) : Gérard du film tellement riche en sucre, en miel et en guimauve que si t'as le malheur d'avoir pris du pop-corn, t'es sûr de dégueuler dans le seau
- COLCOA Film Festival 2011, Los Angeles, 15ème Edition du festival du film français : Prix du premier film pour Kad Merad